# Країна розваг
«Країна розваг» (англ. Joyland) — роман американського письменника Стівена Кінга, що вийшов 2013 року у США. Перше видання було випущено тільки у м’якій обкладинці, яку було створено Robert McGinnis та Glen Orbik. Через тиждень з’явилось обмежене видання з твердою обкладинкою. Роман був номінований на премію Едгара Алана По, як "Найкраща оригінальна м’яка обкладинка". Українською мовою роман вийшов у червні 2014 року в перекладі Олени Любенко в Книжковому клубі "Клуб сімейного дозвілля".

## Сюжет роману
Події роману розгортаються в одному з парків розваг Північної Кароліни у 1973 році. Студент університету Девін Джонс влаштовується на літню роботу в Джойленд, парк атракціонів, сподіваючись забути дівчину, яка розбила йому серце. В парку він зустрічає ворожку, яка сказала, що Девін зустріне двох дітей - дівчинку у червоному капелюшку і хлопчика з собакою, один з них може Бачити. Роздобувши житло на літо і подружившись з іншими співробітниками на літо Джонс знаходить в собі талант "носіння шкури", що джойлендівською говіркою означає носіння костюму щасливого собаки Гові - талісману парку. Одного дня він рятує вищезазначену дівчинку в червоному капелюшку, яка подавилася хот-догом. Він стає героєм у місцевих газетах і здобуває довіру власника парку.
Девін і його друзі, Том і Ерін, дізнаються, що в будинку з привидами було вбито дівчину і її привид досі залишається там. Том бачить привида і Девін починає цікавитись цим вбивством. Ерін допомагає йому пізніше добуваючи фотографії та статті, доводячи, що це було лише останнє з низки нерозкритих убивств, які поліція досі не пов’язувала.
Наприкінці літа Девін вирішує взяти академічну відпустку на рік і залишитись у парку, коли той закривався для відвідувачів. Він стає близьким до стриманої жінки Енні і її хворого сина Майка. Майк знає про примару і він має собаку і Девін розуміє, що це друга дитина з передбачення ворожки. Девін організовує приватну поїздку в Джойленд для Майка. В кінці поїздки присутність Майка допомагає звільнити привида жінки.
Девін повертається до своєї найманої квартири і починає переглядати фотографії знову і раптом розуміє, що вбивця - один зі співробітників парку, Лейн Гарді. Лейн здогадався, що Девін знає, хто він такий і погрожує вбити Енні та Майка, якщо Девін не зустріне його в Джойленді. Лейн намагається вбити Денвіна на оглядовому колесі, але Енні завдає смертельного пострілу в Лейна. Майка розбудив інший привид (одного зі співробітників парку, якого врятував Девін раніше) і попередив про Лейна.
Енні з Майком повертається до Чикаґо, а Девін повертається до навчання. Майк помирає пізніше тієї весни.

## Додаткова інформація
Стівен Кінг вперше згадав про «Країну розваг» в інтерв’ю для The Sunday Times, яке вийшло 8 квітня 2012 року. Офіційно роман було анонсовано 30 травня 2012 року.
Стівен Кінг відмовився випускати «Країну розваг» в електронному форматі, щоб підтримати книгарні.

## Переклад українською
Вперше переклад українською з'явився у 2014 році у видавництві КСД у перекладі О. Любенко.